# Archäologisch-Ökologisches Zentrum Albersdorf

Steinzeitdorf im Steinzeitpark Albersdorf.

Das Archäologisch-Ökologische Zentrum Albersdorf (AÖZA), auch Steinzeitpark Dithmarschen genannt, ist eine steinzeitliche Freilichtanlage bei Albersdorf, Kreis Dithmarschen in Schleswig-Holstein. Der Zugang zum Gelände befindet sich in der Süderstraße 47. Getragen wird das Projekt von der Gemeinde Albersdorf und dem Kreis Dithmarschen. Die AÖZA gGmbH ist die Betreiberin des Steinzeitparks und des Museums. Auf dem Gelände des AÖZA sind neun zum Teil restaurierte archäologische Denkmäler wie ein Ganggrab, Rechteckdolmen, Polygonaldolmen und Grabhügel für die Öffentlichkeit zugänglich.

## Konzept und Aufbau
Seit 1997 arbeitet das Archäologisch-Ökologische Zentrum Albersdorf (AÖZA) auf der Dithmarscher Geest im Westen von Schleswig-Holstein daran, eine jungsteinzeitliche Kulturlandschaft der Zeit vor ca. 5.000 Jahren auf einer Fläche von ungefähr 40 Hektar von Neuem erstehen zu lassen. Durch einen überwiegend natürlichen, aber landschaftsplanerisch gesteuerten Prozess wird versucht eine Landschaft zu gestalten, die in ihrer Struktur, Proportion und in anderer Hinsicht wie eine jungsteinzeitliche Kulturlandschaft wirkt. Das Leitmotiv für die Landschaftsentwicklung ist dabei eine halboffene Weidelandschaft, die durch Hausbau und Nutztierhaltung der ersten Ackerbauern und Viehzüchter geformt wurde. Dazu wird das Gelände bereits mit alten Haustierrassen beweidet. Im Sommer 1999 wurde eine jungsteinzeitliche Siedlung als Freilichtmuseum in unmittelbarer Nähe zu den originalen vorgeschichtlichen Denkmälern rekonstruiert. In diesem Steinzeitdorf werden in pädagogischen Programmen und Aktionen den Besuchern Techniken wie Flintstein- oder Lederbearbeitung, Bogenschießen und andere steinzeitliche Techniken vorgeführt. Zusammen mit dem Museum für Archäologie und Ökologie Dithmarschen in Albersdorf ist der Aufbau einer dauerhaften Informationsausstellung zum Thema Mensch und Umwelt in der Vorgeschichte geplant.
Ab März 2023 ist das Museum Steinzeithaus ein wichtiger Teil des Steinzeitparks.
Seit 2023 hat Wiebke Kirleis den Vorsitz des wissenschaftlichen Beirats für den Steinzeitpark inne.

## Abbildungen

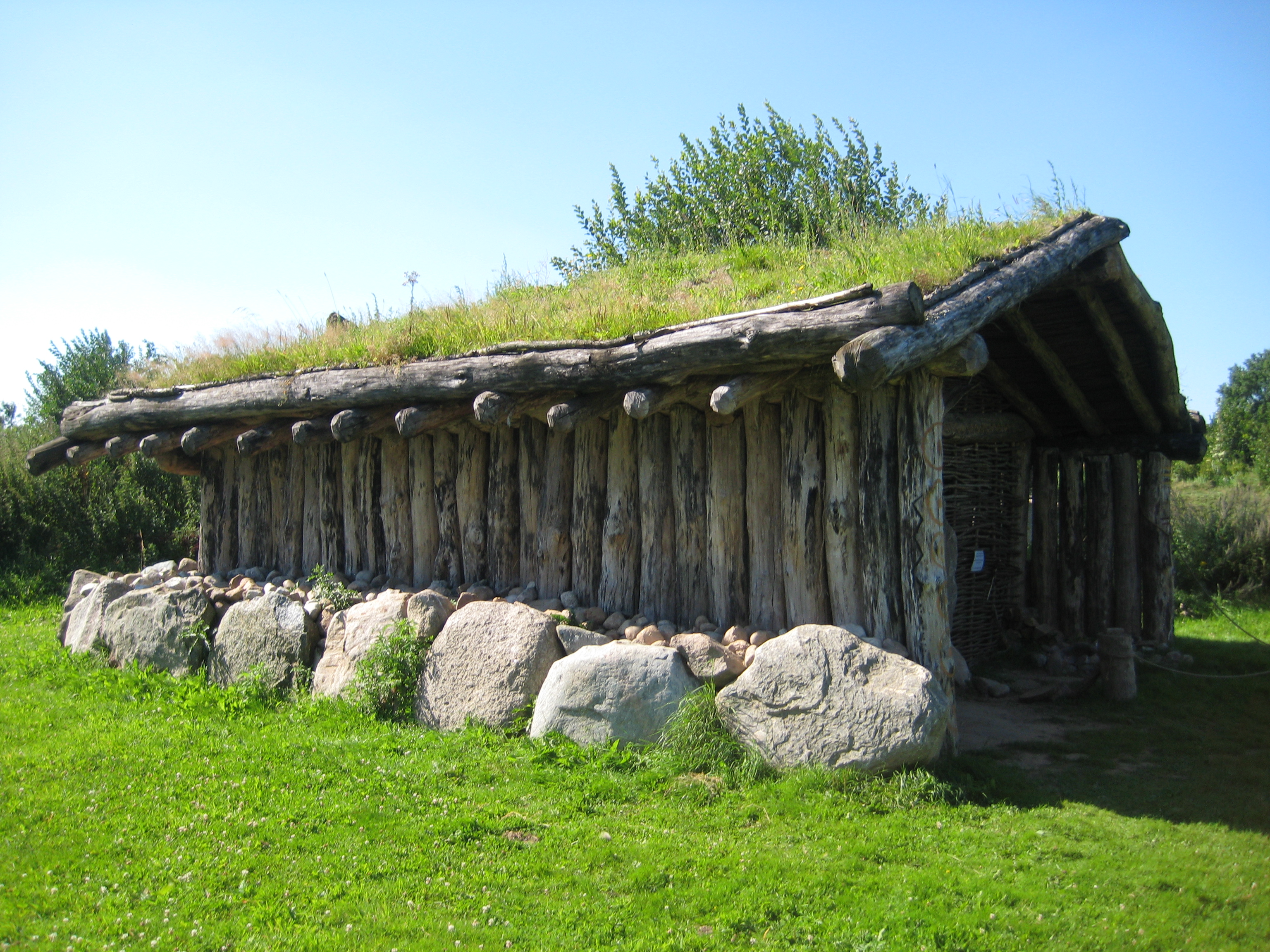
Rekonstruktion eines Kulthauses vom Typ „Tustrup“
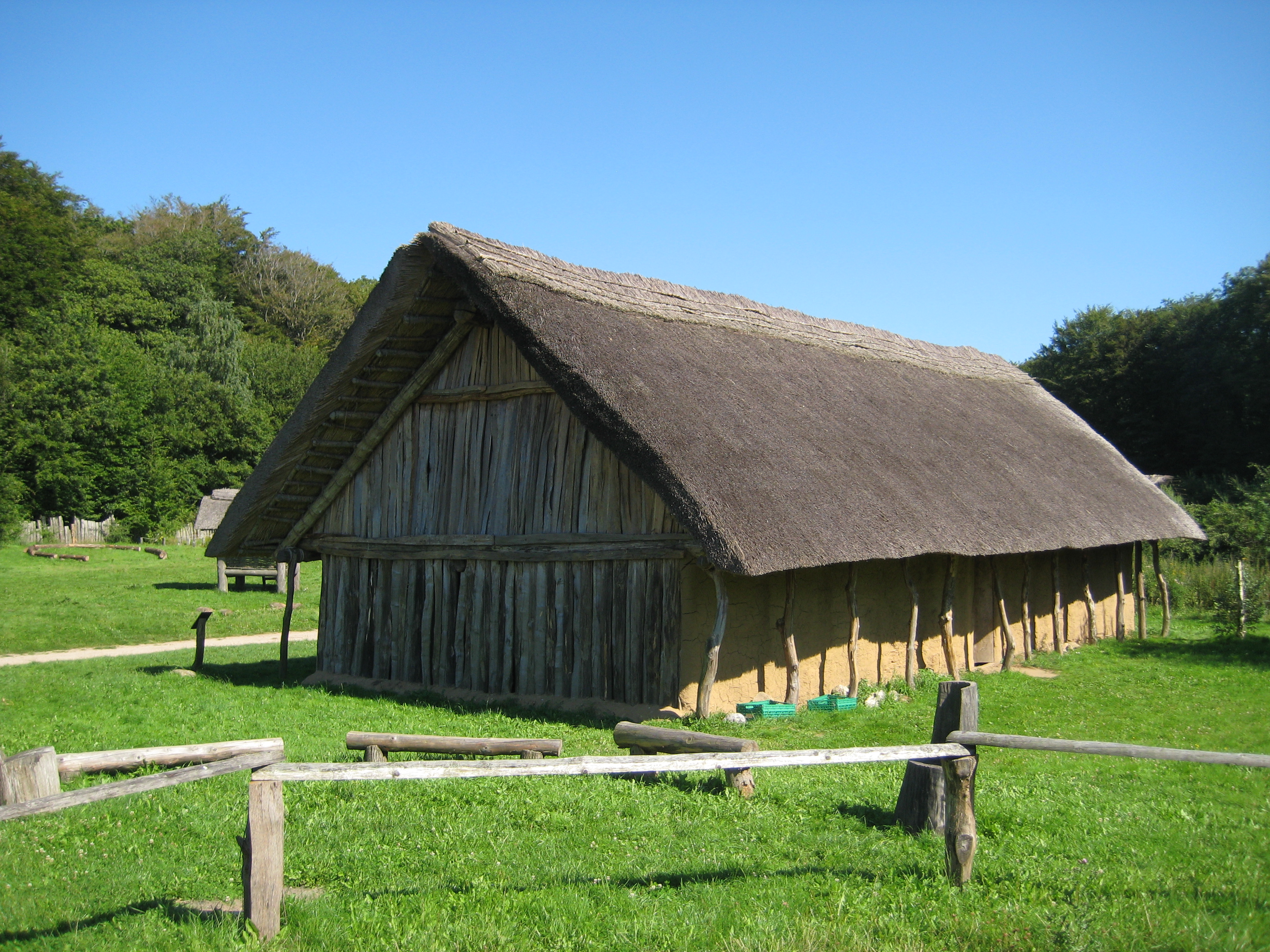
Rekonstruktion eines Hauses
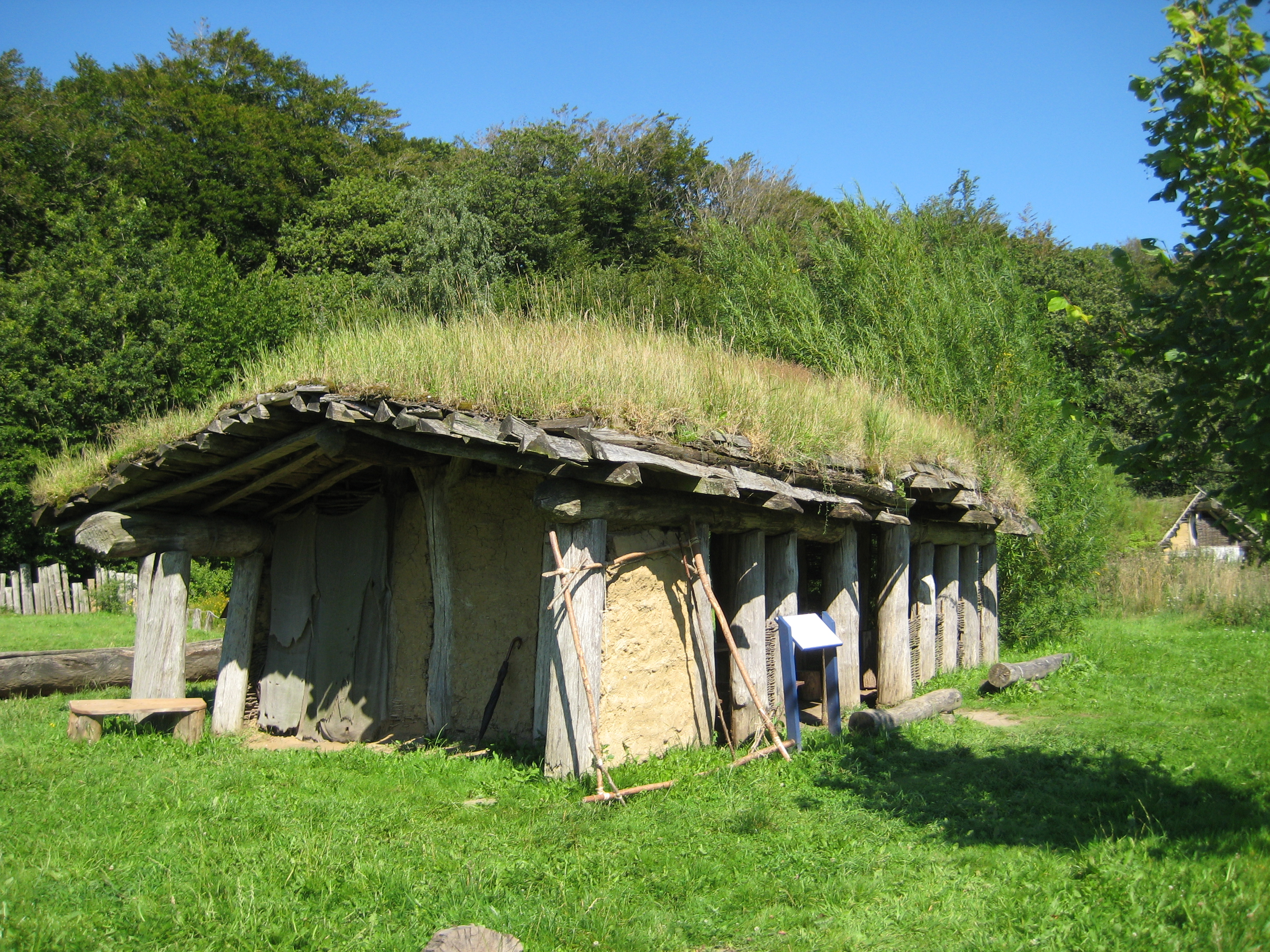
Rekonstruktion eines Hauses
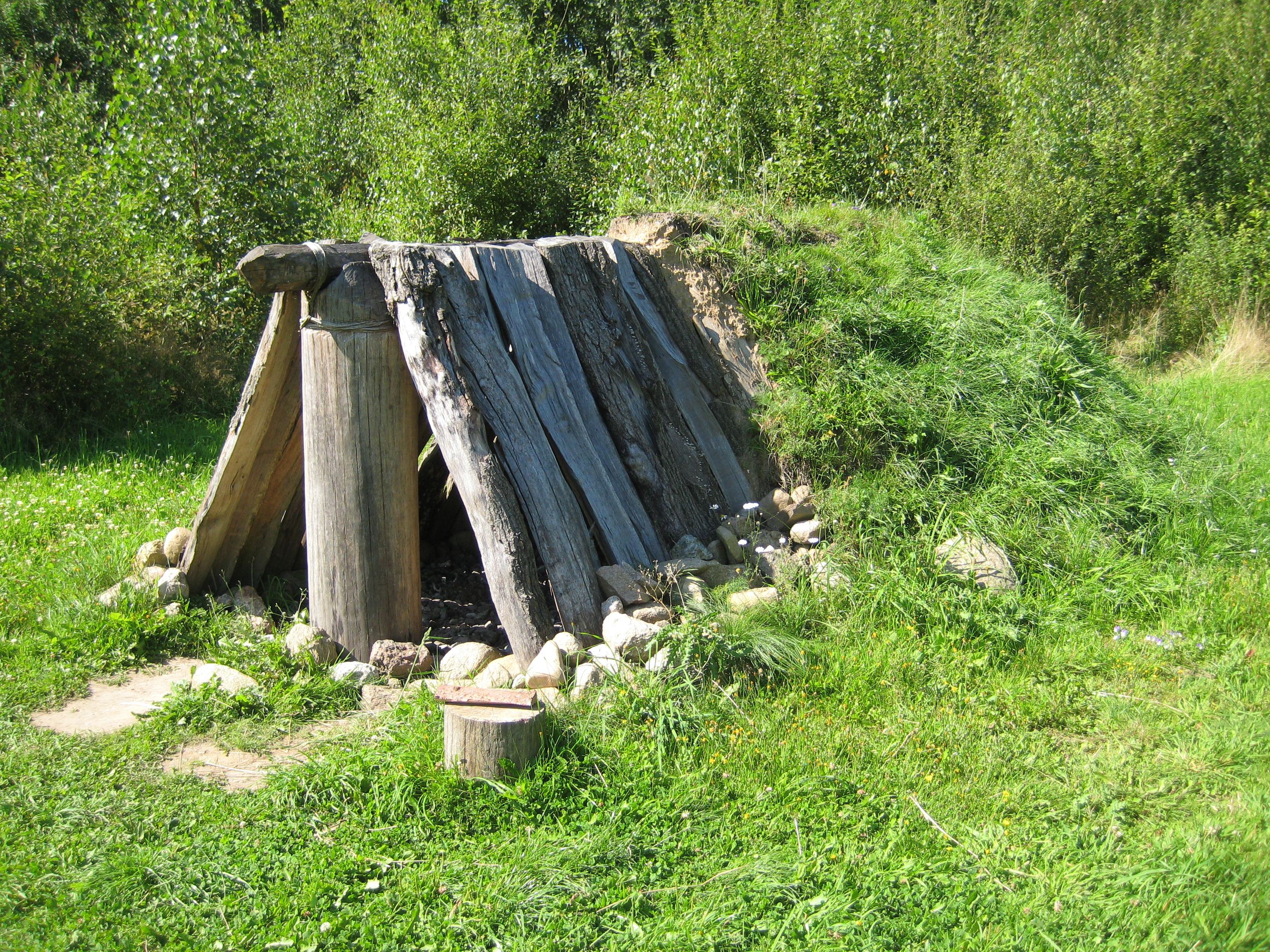
Rekonstruktion der Totenhütte von Flintbek
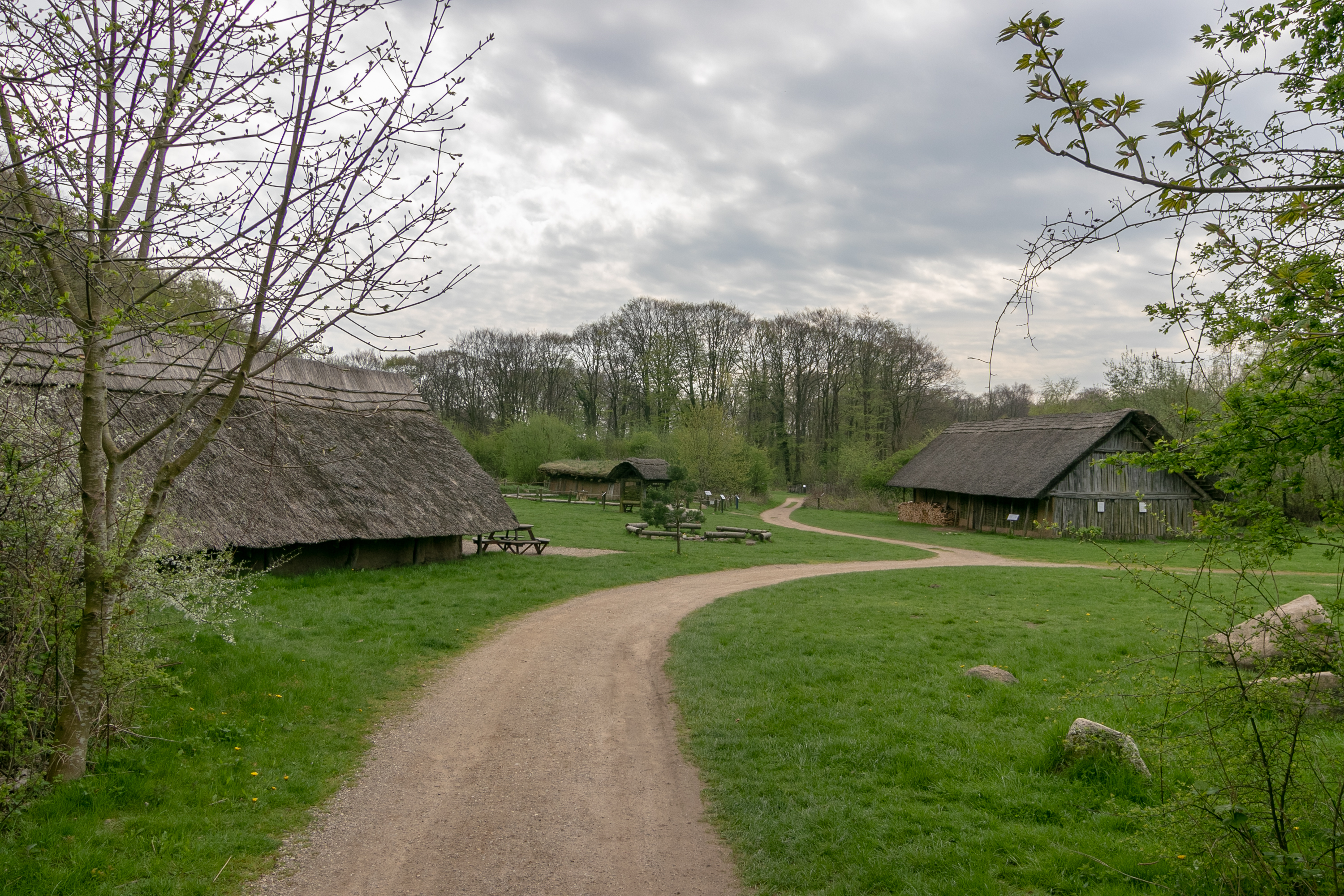
Blick über das Gelände